# Валченка
Валченка — река в России, протекает по Бокситогорскому району Ленинградской области. Вытекает из озера Бобровец, впадает в озеро Соминское (исток реки Соминки) южнее посёлка городского типа Ефимовский (крупнейший населённый пункт на Валченке). Длина реки составляет 37 км, площадь водосборного бассейна — 260 км². Входила в Тихвинскую водную систему. Тихвинский канал соединяет Валченку с Тихвинкой. В 6 км от устья слева в Валченку впадает Быстрая.

## Данные водного реестра
По данным государственного водного реестра России относится к Верхневолжскому бассейновому округу, водохозяйственный участок реки — Молога от истока и до устья, речной подбассейн реки — Реки бассейна Рыбинского водохранилища. Речной бассейн реки — (Верхняя) Волга до Куйбышевского водохранилища (без бассейна Оки).
Код объекта в государственном водном реестре — 08010200112110000006818.

### Притоки
(указано расстояние от устья)
- 6 км: река Быстрая (лв)
- 8 км: река Жаленка (пр)